# Mã điện thoại Việt Nam

## Cấu trúc số điện thoại ở Việt Nam và cách thức thiết lập

### Cấu trúc thiết lập số điện thoại quốc tế (theo khuyến nghị E.164 củaITU-T)
Số mào đầu quốc tế (tức dấu +, hoặc 00) + Mã quốc gia + Số quốc gia có nghĩa
Số quốc gia có nghĩa có độ dài tối đa là 15 chữ số.
Việt Nam được Liên minh Viễn thông Quốc tế (ITU) ấn định mã quốc gia là 84 (tức +84, hoặc 0084).

### Cấu trúc thiết lập số điện thoại trong nước (theo khuyến nghị E.164 của ITU-T)
Số mào đầu quốc gia (tức số 0) + Mã đích quốc gia + Số thuê bao
Trong đó, cấu trúc Mã đích quốc gia + Số thuê bao chính là Số quốc gia có nghĩa.
Lưu ý: Có thể hoán đổi số mào đầu quốc gia 0 bằng mã vùng quốc gia +84 (hoặc 0084), cước gọi (hoặc nhắn tin) sẽ được tính như cước gọi (hoặc nhắn tin) trong nước theo quy định của các nhà mạng.

## Phân bổ mã đích quốc gia

### Mã định tuyến cuộc gọi quốc tế (Mã 0)
Đầu số 00 (tức mã 0) được dùng để định tuyến cuộc gọi quốc tế (theo khuyến nghị E.164 của ITU-T).

### Mã vùng địa lý dành cho điện thoại cố định (Mã 2)

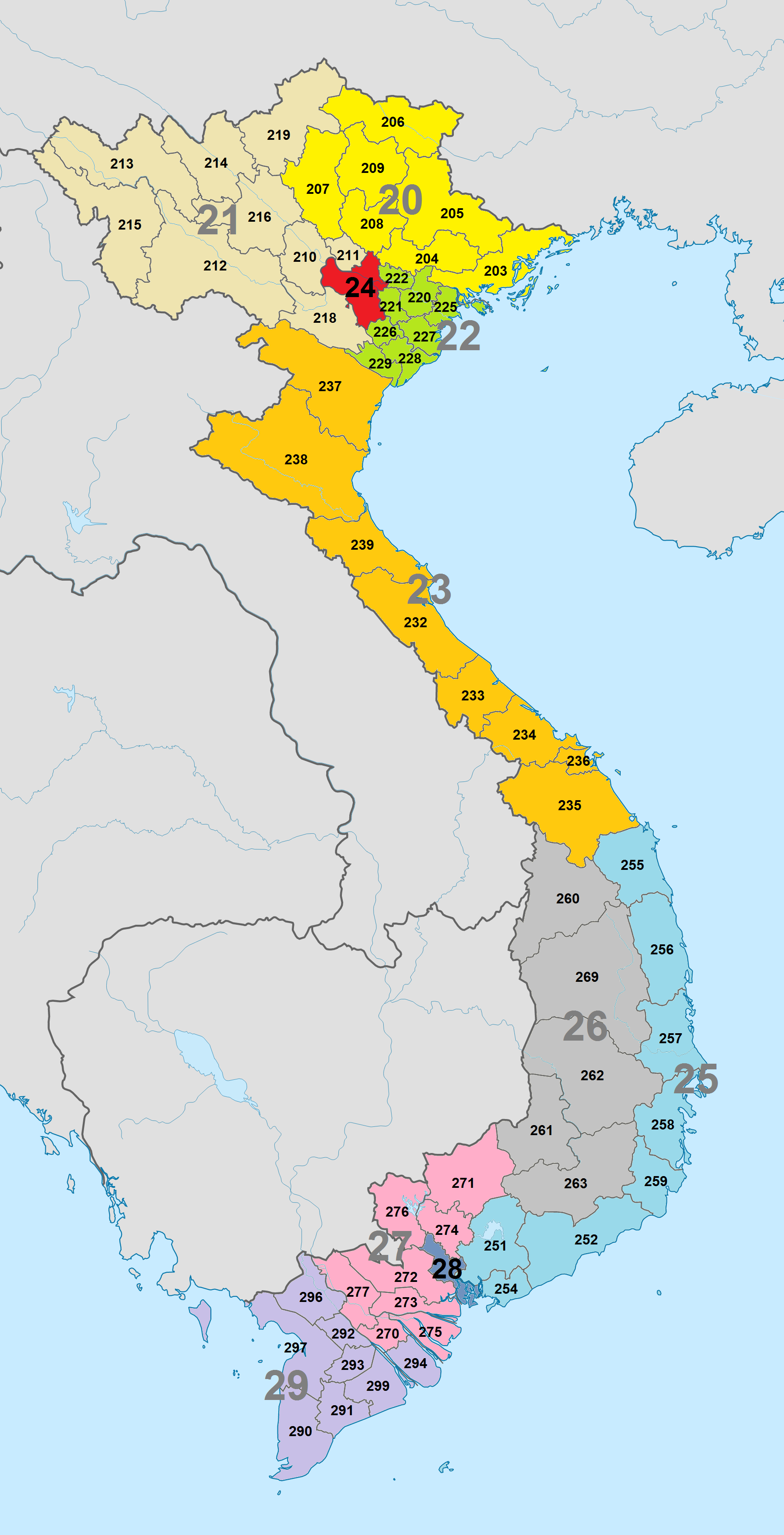
Bản đồ phân bố mã vùng điện thoại cố định

Đầu số 02 (tức mã 2) được quy hoạch dành riêng cho điện thoại cố định.
Độ dài số thuê bao: 8 chữ số (đối với Hà Nội và Thành phố Hồ Chí Minh) hoặc 7 chữ số (đối với các tỉnh thành còn lại), như vậy số điện thoại cố định có độ dài tối đa là 11 chữ số.
| 20x               | 21x               | 22x             | 23x             | 24          | 25x                         | 26x              | 27x                         | 28                         | 29x             |
| ----------------- | ----------------- | --------------- | --------------- | ----------- | --------------------------- | ---------------- | --------------------------- | -------------------------- | --------------- |
| 200 - Dự phòng    | 210 - Phú Thọ     | 220 - Hải Phòng | 230 - Dự phòng  | 24 - Hà Nội | 250 - Dự phòng              | 260 - Quảng Ngãi | 270 - Vĩnh Long             | 28 - Thành phố Hồ Chí Minh | 290 - Cà Mau    |
| 201 - Dự phòng    | 211 - Phú Thọ     | 221 - Hưng Yên  | 231 - Dự phòng  | 24 - Hà Nội | 251 - Đồng Nai              | 261 - Lâm Đồng   | 271 - Đồng Nai              | 28 - Thành phố Hồ Chí Minh | 291 - Cà Mau    |
| 202 - Dự phòng    | 212 - Sơn La      | 222 - Bắc Ninh  | 232 - Quảng Trị | 24 - Hà Nội | 252 - Lâm Đồng              | 262 - Đắk Lắk    | 272 - Tây Ninh              | 28 - Thành phố Hồ Chí Minh | 292 - Cần Thơ   |
| 203 - Quảng Ninh  | 213 - Lai Châu    | 223 - Dự phòng  | 233 - Quảng Trị | 24 - Hà Nội | 253 - Dự phòng              | 263 - Lâm Đồng   | 273 - Đồng Tháp             | 28 - Thành phố Hồ Chí Minh | 293 - Cần Thơ   |
| 204 - Bắc Ninh    | 214 - Lào Cai     | 224 - Dự phòng  | 234 - Huế       | 24 - Hà Nội | 254 - Thành phố Hồ Chí Minh | 264 - Dự phòng   | 274 - Thành phố Hồ Chí Minh | 28 - Thành phố Hồ Chí Minh | 294 - Vĩnh Long |
| 205 - Lạng Sơn    | 215 - Điện Biên   | 225 - Hải Phòng | 235 - Đà Nẵng   | 24 - Hà Nội | 255 - Quảng Ngãi            | 265 - Dự phòng   | 275 - Vĩnh Long             | 28 - Thành phố Hồ Chí Minh | 295 - Dự phòng  |
| 206 - Cao Bằng    | 216 - Lào Cai     | 226 - Ninh Bình | 236 - Đà Nẵng   | 24 - Hà Nội | 256 - Gia Lai               | 266 - Dự phòng   | 276 - Tây Ninh              | 28 - Thành phố Hồ Chí Minh | 296 - An Giang  |
| 207 - Tuyên Quang | 217 - Dự phòng    | 227 - Hưng Yên  | 237 - Thanh Hoá | 24 - Hà Nội | 257 - Đắk Lắk               | 267 - Dự phòng   | 277 - Đồng Tháp             | 28 - Thành phố Hồ Chí Minh | 297 - An Giang  |
| 208 - Thái Nguyên | 218 - Phú Thọ     | 228 - Ninh Bình | 238 - Nghệ An   | 24 - Hà Nội | 258 - Khánh Hòa             | 268 - Dự phòng   | 278 - Dự phòng              | 28 - Thành phố Hồ Chí Minh | 298 - Dự phòng  |
| 209 - Thái Nguyên | 219 - Tuyên Quang | 229 - Ninh Bình | 239 - Hà Tĩnh   | 24 - Hà Nội | 259 - Khánh Hòa             | 269 - Gia Lai    | 279 - Dự phòng              | 28 - Thành phố Hồ Chí Minh | 299 - Cần Thơ   |

### Mã mạng di động (Mã 1, 3, 4, 5, 7, 8, 9)
Lưu ý: Do có nhiều thuê bao đã tham gia dịch vụ chuyển mạng giữ số nên bảng dưới đây chỉ có giá trị tham khảo cho biết các thuê bao đã chuyển mạng có đầu số thuộc nhà mạng gốc là nhà mạng nào, tuy nhiên các nhà mạng vẫn phát hành các số thuê bao theo đầu số đã được cấp phép.
Các nhà mạng đã cung cấp dịch vụ chuyển mạng giữ số: Viettel, Vinaphone, Mobifone, Vietnamobile, Wintel.
| Đầu số    | Mạng                                                           | Dải số được khai thác              | Ghi chú |
| --------- | -------------------------------------------------------------- | ---------------------------------- | --- |
| 010 - 012 | Dự phòng                                                       |                                    | Dùng riêng cho mạng viễn thông di động mặt đất giữa thiết bị với thiết bị (M2M) |
| 013       | VNPT                                                           | 88xxxxxx                           | Dùng riêng cho mạng viễn thông di động mặt đất giữa thiết bị với thiết bị (M2M) |
| 014 - 015 | Dự phòng                                                       |                                    | Dùng riêng cho mạng viễn thông di động mặt đất giữa thiết bị với thiết bị (M2M) |
| 016       | Viettel                                                        | 997xxxxx - 999xxxxx                | Dùng riêng cho mạng viễn thông di động mặt đất giữa thiết bị với thiết bị (M2M) |
| 017 - 019 | Dự phòng                                                       |                                    | Dùng riêng cho mạng viễn thông di động mặt đất giữa thiết bị với thiết bị (M2M) |
| 030 - 031 | Dự phòng                                                       |                                    | |
| 032       | Viettel                                                        | 5xxxxxx - 9xxxxxx                  | Đầu số cũ (trước năm 2019): 0162 |
| 033       | Viettel                                                        | 2xxxxxx - 9xxxxxx                  | Đầu số cũ (trước năm 2019): 0163 |
| 034       | Viettel                                                        | 2xxxxxx - 9xxxxxx                  | Đầu số cũ (trước năm 2019): 0164 |
| 035       | Viettel                                                        | 2xxxxxx - 9xxxxxx                  | Đầu số cũ (trước năm 2019): 0165 |
| 036       | Viettel                                                        | 2xxxxxx - 9xxxxxx                  | Đầu số cũ (trước năm 2019): 0166 |
| 037       | Viettel                                                        | 2xxxxxx - 9xxxxxx                  | Đầu số cũ (trước năm 2019): 0167 |
| 038       | Viettel                                                        | 2xxxxxx - 9xxxxxx                  | Đầu số cũ (trước năm 2019): 0168 |
| 039       | Viettel                                                        | 2xxxxxx - 9xxxxxx                  | Đầu số cũ (trước năm 2019): 0169 |
| 040 - 051 | Dự phòng                                                       |                                    | |
| 052       | Vietnamobile                                                   | 2xxxxxx, 3xxxxxx, 8xxxxxx          | |
| 053 - 054 | Dự phòng                                                       |                                    | |
| 055       | Wintel                                                         | 9xxxxxx                            | Mạng di động ảo sử dụng sóng của Vinaphone. Trước đây là Reddi |
| 056       | Vietnamobile                                                   | 2xxxxxx - 9xxxxxx                  | Đầu số cũ (trước năm 2019): 0186 |
| 057       | Dự phòng                                                       |                                    | |
| 058       | Vietnamobile                                                   | 2xxxxxx - 9xxxxxx                  | Đầu số cũ (trước năm 2019): 0188 |
| 059       | Gmobile                                                        | 2xxxxxx, 3xxxxxx, 8xxxxxx, 9xxxxxx | Trước đây là BeelineVN. Đầu số cũ (trước năm 2019): 0199 |
| 070       | Mobifone                                                       | 2xxxxxx - 8xxxxxx                  | Đầu số cũ (trước năm 2019): 0120 |
| 071 - 075 | Dự phòng                                                       |                                    | |
| 076       | Mobifone                                                       | 2xxxxxx - 9xxxxxx                  | Đầu số cũ (trước năm 2019): 0126 |
| 077       | Mobifone Kiên Giang (0773) FPT (0775) VNSKY (0776, 0777, 0778) | 2xxxxxx - 9xxxxxx                  | Đầu số cũ (trước năm 2019): 0122 Mạng di động ảo FPT và VNSKY sử dụng chung hạ tầng và khai thác một phần đầu số 077 của Mobifone (FPT khai thác một phần dải số 5xxxxxx, VNSKY khai thác một phần dải số 6xxxxxx - 8xxxxxx) |
| 078       | Mobifone                                                       | 2xxxxxx - 9xxxxxx                  | Đầu số cũ (trước năm 2019): 0128 |
| 079       | Mobifone                                                       | 2xxxxxx - 9xxxxxx                  | Đầu số cũ (trước năm 2019): 0121 |
| 081       | Vinaphone                                                      | 2xxxxxx - 9xxxxxx                  | Đầu số cũ (trước năm 2019): 0127 |
| 082       | Vinaphone                                                      | 2xxxxxx - 9xxxxxx                  | Đầu số cũ (trước năm 2019): 0129 |
| 083       | Vinaphone                                                      | 2xxxxxx - 9xxxxxx                  | Đầu số cũ (trước năm 2019): 0123 |
| 084       | Vinaphone                                                      | 2xxxxxx - 9xxxxxx                  | Đầu số cũ (trước năm 2019): 0124 |
| 085       | Vinaphone                                                      | 2xxxxxx - 9xxxxxx                  | Đầu số cũ (trước năm 2019): 0125 |
| 086       | Viettel                                                        | 2xxxxxx, 5xxxxxx - 9xxxxxx         | |
| 087       | Itel                                                           | 6xxxxxx - 9xxxxxx                  | Mạng di động ảo sử dụng chung hạ tầng của Vinaphone |
| 088       | Vinaphone                                                      | 6xxxxxx, 8xxxxxx - 9xxxxxx         | |
| 089       | Mobifone Local                                                 | 6xxxxxx, 8xxxxxx - 9xxxxxx         | Mạng di động ảo Local sử dụng chung hạ tầng và khai thác một phần đầu số 089 của Mobifone |
| 090       | Mobifone                                                       | 1xxxxxx - 9xxxxxx                  | |
| 091       | Vinaphone                                                      | 1xxxxxx - 9xxxxxx                  | |
| 092       | Vietnamobile                                                   | 1xxxxxx - 9xxxxxx                  | Trước đây là HT Mobile |
| 093       | Mobifone                                                       | 1xxxxxx - 9xxxxxx                  | |
| 094       | Vinaphone                                                      | 1xxxxxx - 9xxxxxx                  | |
| 095       | Dự phòng                                                       |                                    | Trước đây thuộc sở hữu của S-Fone (chấm dứt hoạt động từ năm 2016) |
| 096       | Viettel                                                        | 1xxxxxx - 9xxxxxx                  | Trước đây thuộc sở hữu của EVN Telecom (nay đã sáp nhập vào Viettel) |
| 097       | Viettel                                                        | 1xxxxxx - 9xxxxxx                  | |
| 098       | Viettel                                                        | 1xxxxxx - 9xxxxxx                  | |
| 099       | Gmobile                                                        | 3xxxxxx - 7xxxxxx                  | Trước đây được chia giữa Mạng điện thoại vệ tinh VSAT (sử dụng dải số 2xxxxxx) và BeelineVN (nay là Gmobile) |

### Mã sử dụng cho mục đích đặc biệt (Mã 6x, 80)
| Đầu số      | Mục đích sử dụng                          | Độ dài số thuê bao | Ghi chú |
| ----------- | ----------------------------------------- | ------------------ | --- |
| 060 - 064   | Dự phòng                                  |                    | |
| 065         | Điện thoại internet (VoIP)                | 8 chữ số           | |
| 066         | Dùng riêng của các cơ quan Đảng, Nhà nước | 5-7 chữ số         | Các cơ quan Đảng, Nhà nước đang sử dụng đầu số 080, trong tương lai sẽ chuyển về đầu số 066 theo quy hoạch |
| 067         | Điện thoại vệ tinh (VSAT)                 | 7 chữ số           | Do số lượng thuê bao thấp nên hiện tại chỉ sử dụng dải số 2xxxxxx |
| 068         | Dự phòng                                  |                    | |
| 0692 - 0694 | Dùng riêng của ngành công an              | 5-7 chữ số         | Phân bổ: - 692 - Công an các tỉnh miền Bắc (từ Hà Tĩnh trở ra) - 693 - Công an các tỉnh miền Nam (từ Bình Phước, Lâm Đồng, Bình Thuận trở vào) - 694 - Công an các tỉnh miền Trung (các tỉnh thành còn lại)            |
| 0695 - 0699 | Dùng riêng của ngành quân đội             | 6-7 chữ số         | Phân bổ: - 695 - Quân đội - 696 - Quân đội các tỉnh quân khu 7, 9 (Miền Nam) - 697 - Quân đội các tỉnh quân khu 4, 5 (Miền Trung) - 698 - Quân đội các tỉnh quân khu 1, 2, 3 (Miền Bắc) - 699 - Quân đội               |
| 080         | Cục Bưu điện Trung ương                   |                    | Hiện nay có các mã sau: 080 24xxxx: Cục Bưu điện Trung ương Hà Nội; 080 225xxxx: Cục Bưu điện Trung ương Hải Phòng; 080 236xxxx: Cục Bưu điện Trung ương Đà Nẵng; 080 28xxxx: Cục Bưu điện Trung ương TP. Hồ Chí Minh. |

## Các số dịch vụ đặc biệt

### Số dịch vụ đo thử (1001xx)
- 100117 - Số dịch vụ báo giờ
- 100118 - Số dịch vụ thử chuông

### Số dịch vụ USSD (áp dụng cho mọi hoặc tùy thuê bao)
- *0# - Số dịch vụ kiểm tra số điện thoại đang dùng.
- *105*x# - Số dịch vụ gọi lại. Ví dụ: *105*1234567890# (tối thiểu và tối đa 10 chữ số).
- *100*x# - Số dịch vụ nạp tiền vào số dư. Ví dụ: *100*123456789012# (mã seri có 12 số).
- *101# - Số dịch vụ kiểm tra số dư, nợ, gói cước, hạn sử dụng số điện thoại (trả trước).
- Lý giải hạn sử dụng - Khi số điện thoại được sử dụng thường xuyên hoặc được nạp tiền vào số dư, hạn sử dụng sẽ duy trì từ 30-60 ngày sau. Nếu như số điện thoại không được sử dụng lâu ngày, số điện thoại sẽ bị khóa và không thể sử dụng được nữa.
- *098# (Viettel) - Số dịch vụ kiểm tra thông tin khuyến mãi dịch vụ đăng ký data 3G (cũ), 4G, 5G hoặc đăng ký phút thoại, SMS.
- *102# (Viettel) - Số dịch vụ kiểm tra khuyến mại, phút thoại, SMS còn lại của số điện thoại.
- *191*68*x# (Viettel) - Số dịch vụ nạp thẻ data Viettel.
- *199# (Viettel) - Số dịch vụ kiểm tra số dư trả sau.
- *998# (Viettel) - Số dịch vụ kiểm tra số dư ViettelPay (nếu có).
- *112# (Mobifone) - Số dịch vụ kiểm tra số dư trả sau
- *090*9*x# (Mobifone) - Số dịch vụ nạp thẻ data Mobifone.
- *090# (Mobifone) - Số dịch vụ kiểm tra thông tin khuyến mãi dịch vụ đăng ký data 3G (cũ), 4G, 5G hoặc đăng ký phút thoại, SMS.
- *091# (Vinaphone) - Số dịch vụ kiểm tra thông tin khuyến mãi dịch vụ đăng ký data 3G (cũ), 4G, 5G hoặc đăng ký phút thoại, SMS.
- *111# (Vinaphone) - Số dịch vụ kiểm tra khuyến mại, phút thoại, SMS còn lại của số điện thoại.
- *123# (Vinaphone) - Số dịch vụ kiểm tra thông tin khuyến mãi dịch vụ đăng ký data 3G (cũ), 4G, 5G hoặc đăng ký phút thoại, SMS (trả sau).

### Số dịch vụ tổng đài nhà mạng (không hoặc có tính phí)
- 197 - Số tổng đài tự động nhà mạng Viettel.
- 198 - Số tổng đài nhà mạng Viettel.
- 1800 8098 - Số tổng đài chăm sóc khách hàng Viettel.
- 1800 1090 - Số tổng đài chăm sóc khách hàng Mobifone.
- 0904 144 144 - Số tổng đài dành cho hội viên Kết Nối Dài Lâu Mobifone.
- 0905 144 144 - Số tổng đài dành cho người nước ngoài của Mobifone.
- 1800 1290 - Số tổng đài hỗ trợ dịch vụ và sản phẩm Mobifone.
- 1800 1091 - Số tổng đài chăm sóc khách hàng Vinaphone.

### Số dịch vụ khẩn cấp (áp dụng cho mọi thuê bao)
- 111 - Số dịch vụ tư vấn, phòng chống xâm hại, bảo vệ trẻ em
- 112 - Số dịch vụ cứu nạn khẩn cấp, tiếp nhận yêu cầu cứu trợ
- 113 - Số dịch vụ gọi công an
- 114 - Số dịch vụ gọi cứu hoả
- 115 - Số dịch vụ gọi cấp cứu y tế.

### Số dịch vụ giải đáp thông tin
Theo quy hoạch kho số viễn thông do Bộ Thông tin & Truyền thông ban hành, các số từ 1020 đến 1099 và từ 14000 đến 14999 là các số dịch vụ giải đáp thông tin dùng cho nội vùng.
- 1800xxxx- (ở nước ngoài thường viết là 1-800-xxxx-): số chăm sóc khách hàng, dịch vụ. Thuê bao gọi đến không bị tính cước.
- 1900xxxx-: số chăm sóc khách hàng, dịch vụ. Thuê bao gọi đến hoặc nhắn tin đến bị tính cước.
- 8xxx và 6xxx: số tổng đài dịch vụ nhắn tin tương tác trên điện thoại di động (dành cho tư nhân khai thác). Thuê bao nhắn tin đến bị tính cước

## Bảng phân bổ mã điện thoại cũ
| Mã cũ | Mã mới     | Tên mạng / Tên tỉnh   | Loại    | Ghi chú |
| ----- | ---------- | --------------------- | ------- | --- |
| 18    | 218        | Hòa Bình              | Cố định | |
| 19    | 219        | Hà Giang              | Cố định | |
| 20    | 214        | Lào Cai               | Cố định | Từ 13/3/2017 chuyển sang mã vùng 214 theo quy hoạch kho số viễn thông                                                         |
| 21    | 210 và 211 | Vĩnh Phú              | Cố định | Năm 1996, tỉnh Vĩnh Phú tách thành 2 tỉnh Phú Thọ (sử dụng mã vùng 210) và Vĩnh Phúc (sử dụng mã vùng 211)                    |
| 22    | 212        | Sơn La                | Cố định | Từ 13/3/2017 chuyển sang mã vùng 212 theo quy hoạch kho số viễn thông                                                         |
| 23    | 230 và 231 | Lai Châu (tỉnh cũ)    | Cố định | Năm 2004, tỉnh Lai Châu cũ tách thành 2 tỉnh Điện Biên (sử dụng mã vùng 230) và Lai Châu mới (sử dụng mã vùng 231)            |
| 230   | 215        | Điện Biên             | Cố định | Từ 13/3/2017 chuyển sang mã vùng 215 theo quy hoạch kho số viễn thông                                                         |
| 231   | 213        | Lai Châu (tỉnh mới)   | Cố định | Từ 13/3/2017 chuyển sang mã vùng 213 theo quy hoạch kho số viễn thông                                                         |
| 24    | 240 và 241 | Hà Bắc                | Cố định | Năm 1996, tỉnh Hà Bắc tách thành 2 tỉnh Bắc Giang (sử dụng mã vùng 240) và Bắc Ninh (sử dụng mã vùng 241)                     |
| 240   | 204        | Bắc Giang             | Cố định | Từ 14/5/2017 chuyển sang mã vùng 204 theo quy hoạch kho số viễn thông                                                         |
| 241   | 222        | Bắc Ninh              | Cố định | Từ 14/5/2017 chuyển sang mã vùng 222 theo quy hoạch kho số viễn thông                                                         |
| 25    | 205        | Lạng Sơn              | Cố định | Từ 14/5/2017 chuyển sang mã vùng 205 theo quy hoạch kho số viễn thông                                                         |
| 26    | 206        | Cao Bằng              | Cố định | Từ 14/5/2017 chuyển sang mã vùng 206 theo quy hoạch kho số viễn thông                                                         |
| 27    | 207        | Tuyên Quang           | Cố định | Từ 14/5/2017 chuyển sang mã vùng 207 theo quy hoạch kho số viễn thông                                                         |
| 28    | 280 và 281 | Bắc Thái              | Cố định | Năm 1996, tỉnh Bắc Thái tách thành 2 tỉnh Thái Nguyên (sử dụng mã vùng 280) và Bắc Kạn (sử dụng mã vùng 281)                  |
| 280   | 208        | Thái Nguyên           | Cố định | Từ 14/5/2017 chuyển sang mã vùng 208 theo quy hoạch kho số viễn thông                                                         |
| 281   | 209        | Bắc Kạn               | Cố định | Từ 14/5/2017 chuyển sang mã vùng 209 theo quy hoạch kho số viễn thông                                                         |
| 29    | 216        | Yên Bái               | Cố định | Từ 13/3/2017 chuyển sang mã vùng 216 theo quy hoạch kho số viễn thông                                                         |
| 30    | 229        | Ninh Bình             | Cố định | Từ 14/5/2017 chuyển sang mã vùng 229 theo quy hoạch kho số viễn thông                                                         |
| 31    | 225        | Hải Phòng             | Cố định | Từ 14/5/2017 chuyển sang mã vùng 225 theo quy hoạch kho số viễn thông                                                         |
| 32    | 320 và 321 | Hải Hưng              | Cố định | Năm 1996 tỉnh Hải Hưng tách thành 2 tỉnh Hải Dương (sử dụng mã vùng 320) và Hưng Yên (sử dụng mã vùng 321)                    |
| 320   | 220        | Hải Dương             | Cố định | Từ 14/5/2017 chuyển sang mã vùng 220 theo quy hoạch kho số viễn thông                                                         |
| 321   | 221        | Hưng Yên              | Cố định | Từ 14/5/2017 chuyển sang mã vùng 221 theo quy hoạch kho số viễn thông                                                         |
| 33    | 203        | Quảng Ninh            | Cố định | Từ 14/5/2017 chuyển sang mã vùng 203 theo quy hoạch kho số viễn thông                                                         |
| 34    | 4          | Hà Tây                | Cố định | Từ 1/8/2008, tỉnh Hà Tây sáp nhập vào Hà Nội, đồng nghĩa với việc tỉnh sẽ sử dụng mã vùng của Hà Nội                          |
| 35    | 350 và 351 | Nam Hà                | Cố định | Năm 1996, tỉnh Nam Hà tách thành 2 tỉnh Nam Định (sử dụng mã vùng 350) và Hà Nam (sử dụng mã vùng 351)                        |
| 350   | 228        | Nam Định              | Cố định | Từ 14/5/2017 chuyển sang mã vùng 228 theo quy hoạch kho số viễn thông                                                         |
| 351   | 226        | Hà Nam                | Cố định | Từ 14/5/2017 chuyển sang mã vùng 226 theo quy hoạch kho số viễn thông                                                         |
| 36    | 227        | Thái Bình             | Cố định | Từ 14/5/2017 chuyển sang mã vùng 227 theo quy hoạch kho số viễn thông                                                         |
| 37    | 237        | Thanh Hóa             | Cố định | Từ 13/3/2017 chuyển sang mã vùng 237 theo quy hoạch kho số viễn thông                                                         |
| 38    | 238        | Nghệ An               | Cố định | Từ 13/3/2017 chuyển sang mã vùng 238 theo quy hoạch kho số viễn thông                                                         |
| 39    | 239        | Hà Tĩnh               | Cố định | Từ 13/3/2017 chuyển sang mã vùng 239 theo quy hoạch kho số viễn thông                                                         |
| 4     | 24         | Hà Nội                | Cố định | Từ 16/7/2017 chuyển sang mã vùng 24 theo quy hoạch kho số viễn thông                                                          |
| 50    | 500 và 501 | Đắk Lắk (tỉnh cũ)     | Cố định | Năm 2004, tỉnh Đắk Lắk cũ tách thành 2 tỉnh Đắk Lắk mới (sử dụng mã vùng 500) và Đắk Nông (sử dụng mã vùng 501)               |
| 500   | 62         | Đắk Lắk               | Cố định | Từ 16/7/2017 chuyển sang mã vùng 262 theo quy hoạch kho số viễn thông                                                         |
| 501   | 61         | Đắk Nông              | Cố định | Từ 16/7/2017 chuyển sang mã vùng 261 theo quy hoạch kho số viễn thông                                                         |
| 51    | 510 và 511 | Quảng Nam - Đà Nẵng   | Cố định | Năm 1996, tỉnh Quảng Nam - Đà Nẵng tách thành tỉnh Quảng Nam (sử dụng mã vùng 510) và thành phố Đà Nẵng (sử dụng mã vùng 511) |
| 510   | 235        | Quảng Nam             | Cố định | Từ 13/3/2017 chuyển sang mã vùng 235 theo quy hoạch kho số viễn thông                                                         |
| 511   | 236        | Đà Nẵng               | Cố định | Từ 13/3/2017 chuyển sang mã vùng 236 theo quy hoạch kho số viễn thông                                                         |
| 52    | 232        | Quảng Bình            | Cố định | Từ 13/3/2017 chuyển sang mã vùng 232 theo quy hoạch kho số viễn thông                                                         |
| 53    | 233        | Quảng Trị             | Cố định | Từ 13/3/2017 chuyển sang mã vùng 233 theo quy hoạch kho số viễn thông                                                         |
| 54    | 234        | Thừa Thiên Huế        | Cố định | Từ 13/3/2017 chuyển sang mã vùng 234 theo quy hoạch kho số viễn thông                                                         |
| 55    | 255        | Quảng Ngãi            | Cố định | Từ 16/7/2017 chuyển sang mã vùng 255 theo quy hoạch kho số viễn thông                                                         |
| 56    | 256        | Bình Định             | Cố định | Từ 16/7/2017 chuyển sang mã vùng 256 theo quy hoạch kho số viễn thông                                                         |
| 57    | 257        | Phú Yên               | Cố định | Từ 16/7/2017 chuyển sang mã vùng 257 theo quy hoạch kho số viễn thông                                                         |
| 58    | 258        | Khánh Hòa             | Cố định | Từ 16/7/2017 chuyển sang mã vùng 258 theo quy hoạch kho số viễn thông                                                         |
| 59    | 269        | Gia Lai               | Cố định | Từ 16/7/2017 chuyển sang mã vùng 269 theo quy hoạch kho số viễn thông                                                         |
| 60    | 260        | Kon Tum               | Cố định | Từ 16/7/2017 chuyển sang mã vùng 260 theo quy hoạch kho số viễn thông                                                         |
| 61    | 251        | Đồng Nai              | Cố định | Từ 16/7/2017 chuyển sang mã vùng 251 theo quy hoạch kho số viễn thông                                                         |
| 62    | 252        | Bình Thuận            | Cố định | Từ 16/7/2017 chuyển sang mã vùng 252 theo quy hoạch kho số viễn thông                                                         |
| 63    | 263        | Lâm Đồng              | Cố định | Từ 16/7/2017 chuyển sang mã vùng 263 theo quy hoạch kho số viễn thông                                                         |
| 64    | 254        | Bà Rịa – Vũng Tàu     | Cố định | Từ 16/7/2017 chuyển sang mã vùng 254 theo quy hoạch kho số viễn thông                                                         |
| 65    | 650 và 651 | Sông Bé               | Cố định | Năm 1996, tỉnh Sông Bé tách thành 2 tỉnh Bình Dương (sử dụng mã vùng 650) và Bình Phước (sử dụng mã vùng 651)                 |
| 650   | 274        | Bình Dương            | Cố định | Từ 16/7/2017 chuyển sang mã vùng 274 theo quy hoạch kho số viễn thông                                                         |
| 651   | 271        | Bình Phước            | Cố định | Từ 16/7/2017 chuyển sang mã vùng 271 theo quy hoạch kho số viễn thông                                                         |
| 66    | 276        | Tây Ninh              | Cố định | Từ 16/7/2017 chuyển sang mã vùng 276 theo quy hoạch kho số viễn thông                                                         |
| 67    | 277        | Đồng Tháp             | Cố định | Từ 16/7/2017 chuyển sang mã vùng 277 theo quy hoạch kho số viễn thông                                                         |
| 68    | 259        | Ninh Thuận            | Cố định | Từ 16/7/2017 chuyển sang mã vùng 259 theo quy hoạch kho số viễn thông                                                         |
| 70    | 270        | Vĩnh Long             | Cố định | Từ 16/7/2017 chuyển sang mã vùng 2 theo quy hoạch kho số viễn thông                                                           |
| 71    | 710 và 711 | Cần Thơ (tỉnh)        | Cố định | Năm 2004, tỉnh Cần Thơ tách thành thành phố Cần Thơ (sử dụng mã vùng 710) và tỉnh Hậu Giang (sử dụng mã vùng 711)             |
| 710   | 292        | Cần Thơ (thành phố)   | Cố định | Từ 14/5/2017 chuyển sang mã vùng 292 theo quy hoạch kho số viễn thông                                                         |
| 711   | 293        | Hậu Giang             | Cố định | Từ 14/5/2017 chuyển sang mã vùng 293 theo quy hoạch kho số viễn thông                                                         |
| 72    | 272        | Long An               | Cố định | Từ 16/7/2017 chuyển sang mã vùng 272 theo quy hoạch kho số viễn thông                                                         |
| 73    | 273        | Tiền Giang            | Cố định | Từ 16/7/2017 chuyển sang mã vùng 273 theo quy hoạch kho số viễn thông                                                         |
| 74    | 294        | Trà Vinh              | Cố định | Từ 14/5/2017 chuyển sang mã vùng 294 theo quy hoạch kho số viễn thông                                                         |
| 75    | 275        | Bến Tre               | Cố định | Từ 16/7/2017 chuyển sang mã vùng 275 theo quy hoạch kho số viễn thông                                                         |
| 76    | 296        | An Giang              | Cố định | Từ 14/5/2017 chuyển sang mã vùng 296 theo quy hoạch kho số viễn thông                                                         |
| 77    | 297        | Kiên Giang            | Cố định | Từ 14/5/2017 chuyển sang mã 297 theo quy hoạch kho số viễn thông                                                              |
| 78    | 780 và 781 | Minh Hải              | Cố định | Năm 1996, tỉnh Minh Hải tách thành 2 tỉnh Cà Mau (sử dụng mã vùng 780) và Bạc Liêu (sử dụng mã vùng 781)                      |
| 780   | 290        | Cà Mau                | Cố định | Từ 14/5/2017 chuyển sang mã vùng 290 theo quy hoạch kho số viễn thông                                                         |
| 781   | 291        | Bạc Liêu              | Cố định | Từ 14/5/2017 chuyển sang mã vùng 291 theo quy hoạch kho số viễn thông                                                         |
| 79    | 299        | Sóc Trăng             | Cố định | Từ 14/5/2017 chuyển sang mã vùng 299 theo quy hoạch kho số viễn thông                                                         |
| 8     | 28         | Thành phố Hồ Chí Minh | Cố định | Từ 16/7/2017 chuyển sang mã vùng 28 theo quy hoạch kho số viễn thông                                                          |